# Powerwolf
Powerwolf, adesea stilizat ca POWERWOLF, este o formație germană de power metal fondată în 2003 în Saarbrücken de membrii Red Aim. Trupa este formată din vocalistul Karsten Brill în rolul lui „Attila Dorn”, chitaristul principal Benjamin Buss în rolul lui „Matthew Greywolf”, basistul/chitaristul ritmic David Vogt în rolul lui „Charles Greywolf”, tastaturistul Christian Jost în rolul lui „Falk Maria Schlegel” și bateristul Roel van Helden. Grupul folosește teme și imagini întunecate, muzical și liric, contrar muzicii tradiționale power metal, precum și corpsepaint, compoziții în nuanțe gotice și cântece inspirate din mitologia transilana despre varcolaci si vampiri.
Powerwolf folosesc in cantecele lor, pe langa engleza, germana si latina precum si o limba inventata de Attila Dorn, fara vreo oarecare semnificatie numita attilasprache.

## Discografie
- Return in Bloodred (2005)
- Lupus Dei (2007)
- Bible of the Beast (2009)
- Blood of the Saints (2011)
- Preachers of the Night (2013)
- Blessed & Possessed (2015)
- The Sacrament of Sin (2018)
- Call of the Wild (2021)
- Interludium (2023)
- Wake Up the Wicked (2024)